# Alfonso Pastor
Alfonso Pastor Vacas (nascut el 4 d'octubre de 2000) és un futbolista professional andalús que juga com a porter al Llevant UE.

## Carrera de club
Nascut a Bujalance, Sevilla, Andalusia, Pastor es va incorporar a les categories inferiors del Sevilla FC el 2013, després de representar el Séneca CF i l'AD FB de Bujalance. L'1 de setembre de 2018, quan encara era juvenil, va renovar el seu contracte fins al 2021.
Pastor va debutar com a sènior amb el filial el 30 de març de 2019, com a titular en una victòria per 1-0 a casa a la Segona Divisió B contra la UD Almería B. Va ascendir definitivament a l'equip B per a la campanya 2019-20, però va ser principalment una primera opció  ja que la temporada es va veure escurçada a causa de la pandèmia de la COVID-19.
El 3 de desembre de 2020, quan el titular Bono va donar positiu per COVID-19 i el seu suplent immediat Tomáš Vaclík es va lesionar a l'escalfament, Pastor va debutar amb el primer equip jugant els 90 minuts complets d'una derrota per 4-0 a casa contra el Chelsea. Posteriorment, va perdre el seu lloc de titular a mans de Javi Díaz a l'equip B, abans de ser cedit al CE Castelló de la Primera Federació el 16 d'agost de 2022.
El 17 de gener de 2024, després de passar la primera meitat de la temporada sense fitxar, Pastor va fitxar pel Llevant UE amb un contracte a curt termini; tot i ser anunciat com a reserves, mai va jugar amb l'equip, sent només la tercera opció amb el primer equip, darrere de Joan Femenías i Andrés Fernández. El 4 de juliol va renovar el seu contracte fins al 2026.

## Carrera internacional
Pastor va representar Espanya sub-17 a la Copa del Món Sub-17 de la FIFA 2017, actuant com a suplent d'Álvaro Fernández quan el seu equip va acabar segon al torneig.

## Palmarès
Llevant
- Segona Divisió: 2024–25